# Cavernas del río Nus
Las cavernas del río Nus son un conjunto de cuevas ubicadas en el municipio de Caracolí, Colombia. El grupo principal cuenta al menos con nueve recámaras donde abundan las formaciones de mármol y hay estalagmitas que superan los 5 metros de altura.
Las cavernas están ubicadas en la vereda La Mesa, cerca del río Samaná. Para llegar desde el casco urbano de Caracolí se debe viajar primero en motorrodillo hasta la vereda Virginias y luego a caballo, bordeando el río Nus, en un trayecto de más de 3 horas. Se puede contactar un guía en la Alcaldía del pueblo. También es posible llegar desde Puerto Berrío.

## Características geográficas

### Localización
La cavernas del Nus están situadas a 1 kilómetro al norte del río Samaná desde un punto localizado a 15 kilómetros aguas arriba del río Magdalena, en territorio de la vereda La Mesa del municipio de Caracolí.

### Dimensión
La extensión máxima de la caverna es de 220 metros, la máxima anchura es de 50 metros, el área del piso es de 5.750 metros cuadrados. 

### Salones
Las cavernas están formadas por varios salones los cuales en sus paredes y techos están cubiertos por hermosos depósitos de estalactitas a todo lo largo y ancho de la caverna. Algunas estalactitas se han ligado entre sí para formar cortinas. La estalagmitas se encuentran pequeñas, también solas y monumentales. Predominan los colores canela, blanco hueso y rosado claro. 
La dimensión máxima de cada uno de ellos excede los 40 metros. La altura en todos los salones en general es de más de 5 metros y muchos lugares sobrepasan los 15 metros. El volumen de cada uno de los principales salones es en consecuencia mayor de 5.000 metros cúbicos: El colombiano, el zoológico, la claraboya, Neptuno, la mazorca, los senos de Eva, el concierto, las chocolatinas, el libro, las cortinas, los cristales, el espacio, el púlpito, el bosque, las campanas, el salón de Blanquita.

## Descubrimiento
Fueron descubiertas el 12 de octubre de 1932 por don Adolfo Jaramillo Muñetón, proveniente del municipio de Don Matías, quien en compañía de uno de sus trabajadores, se dio a la tarea de buscarle salida a una entrada llena de rocas, encontrándose con el mundo de las cavernas. De manera lenta pero segura fueron avanzando cada vez más, dejando a su paso hojas secas para no perder camino de regreso. 
“Fue una jornada dura, durísima, de suspenso y que nos llenó de angustia a todos los miembros de la familia”, cuenta la señora Blanquita Jaramillo López, hija de don Adolfo Jaramillo, quien administró las cavernas por décadas.[cita requerida]

## La Cueva de los Guácharos
Esta caverna está ornamentada por depósitos de calcina secundaria en forma de piedra de flujo, estalagmitas, estalactitas y claraboyas. 
Esta cueva aunque tenga menos ornamentación que la del Nus, tiene varios aspectos interesantes. Está habitada por guácharos steatornis caripensis. El piso se encuentra cubierto por una gruesa capa de cáscaras de nueces de palmas y de otras semillas de árboles forestales. Al caminar sobre él se siente una alfombra esponjosa.
Al contemplar la cueva de los guácharos con atención, ocurre instintivamente la idea de que esta ave debe ser alguna reliquia de tiempos anteriores, puesto que no tiene relación con las aves actuales (la forma del pico, costumbres nocturnas, el que vivan en cuevas y lugares oscuros). 
El guácharo subsiste enteramente de frutos. Él se provee de estos frutos en la noche y durante el día descansan en la caverna en donde también crían. 
Los guácharos dependen absolutamente de bosques ricos para su alimentación. Cuando vuelan al atardecer, visitan los árboles fructificados en un radio de varios kilómetros a la redonda de sus cuevas. 
Los guácharos arrancan el fruto en vuelo con su fuerte pico ganchudo y lo engullen entero. Han sido vistos ocasionalmente posados en árboles, pero permanecen la mayoría de la noche en vuelo. Retornan a sus cuevas al amanecer. 
El guácharo pela y deglute el fruto entero, digiere el pericarpio comestible y regurgita la semilla intacta. En el suelo se van acumulando depósitos de semillas en descomposición que, junto con la intensa actividad de diversos organismos (cucarachas, escarabajos, otros invertebrados que prosperan en el suelo) y con los excrementos de los guácharos dan lugar a la formación de humus. Es entonces una única combinación de pájaro “frugívoro y nocturno”, que recorre grandes distancias. 
Los guácharos construyen grandes nidos en los bordes de las paredes de las cavernas, los cuales parecen ser hechos de limo seco, pero están de hecho construidos de un material semilíquido de frutas regurgitadas por el pájaro cuando hace su nido. El pájaro babea del lado del pico, mientras trabaja alrededor del nido, construyendo los lados del mismo. El centro de la parte más baja del nido es edificado por la acumulación de semillas y otros desechos.